# Salle Lénine

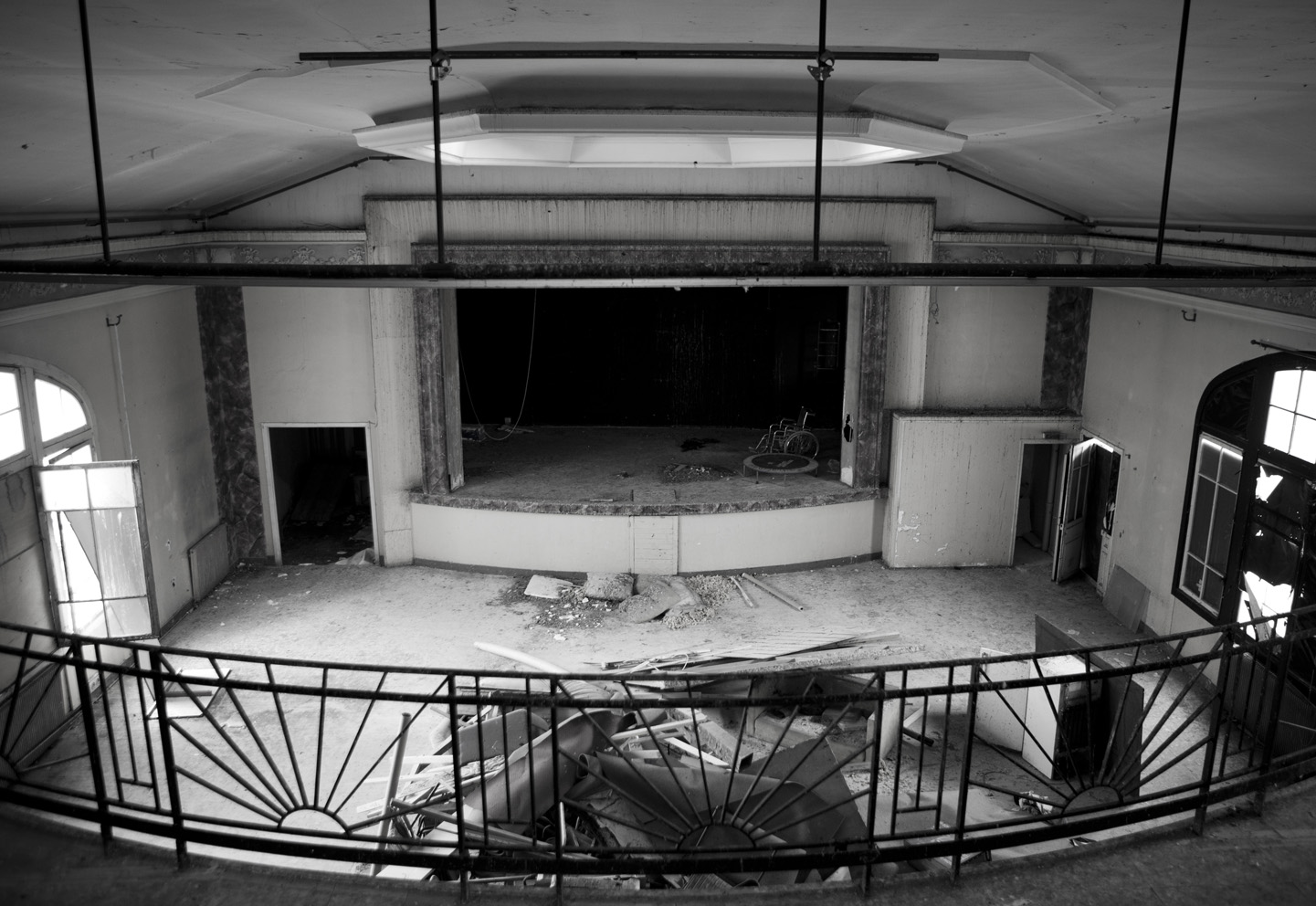
Salle Lénine en 2015

La Salle Lénine est une salle de spectacle art déco des années 1920.
Aujourd'hui restaurée sous le nom Le Solaris, elle se situe au deuxième étage du 25 de la rue Boyer dans le 20e arrondissement de Paris sur les hauteurs de Ménilmontant.

## Histoire
La coopérative ouvrière de La Bellevilloise - fondée dès 1877 - fait construire en 1910 sa Maison du Peuple rue Boyer, lieu regroupant alors un grand magasin de vente au public, des bureaux, un café, une salle de répétition, des salles de réunion et une salle des fêtes.
En 1927, son architecte Emmanuel Chaine livre une extension au no 25 de la même rue. Sur le bâtiment, sont toujours visibles les médaillons portant « Science » et « Travail », qui faisaient pendant à ceux de la Maison du Peuple, ainsi que la faucille et le marteau sur fond de soleil levant au-dessus du porche.
En sous-sol, se tenaient des installations frigorifiques ; au rez-de-chaussée, un garage pour la remise et l’entretien des véhicules de la coopérative ; au premier étage, des bureaux et la bibliothèque de l'université de la Semaille, et enfin au dernier étage, la salle Lénine dotée d’un balcon aux rambardes de fer forgé, d’une capacité de 500 places.
Dans la salle Lénine, dès février 1929, auront lieu des soirées d’initiation musicale autour d’œuvres de Satie, de Ravel ou encore de Debussy.
S'organiseront aussi des projections de films soviétiques : le Cuirassé Potemkine, L’Aurore, la Prise du Palais d’Hiver, etc.
La salle devient ensuite un cinéma public, le Bellevillois, au début des années 1930. La projection des films sans visa de censure étant réservés au jour de relâche.

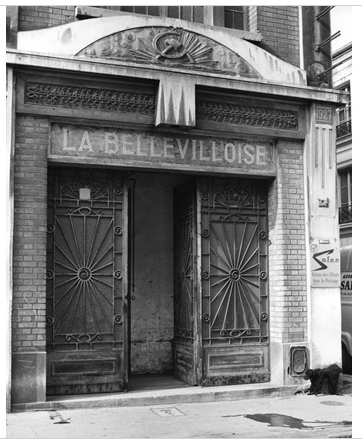
Entrée du 25 rue Boyer en 1979

Le fonds de commerce sera vendu en 1936, mais une programmation notamment des productions de Ciné Liberté continuera jusqu’en juin 1939. Après la guerre, la salle sera louée à des exploitants indépendants comme cinéma sous l’enseigne Les Etoiles, puis Stella, jusqu’à sa fermeture, le 31 décembre 1956.
Depuis, successivement, la salle fût un réfectoire d'entreprise et une école de théâtre avant de fermer ses portes pendant presque 20 ans.

## Ils en ont parlé

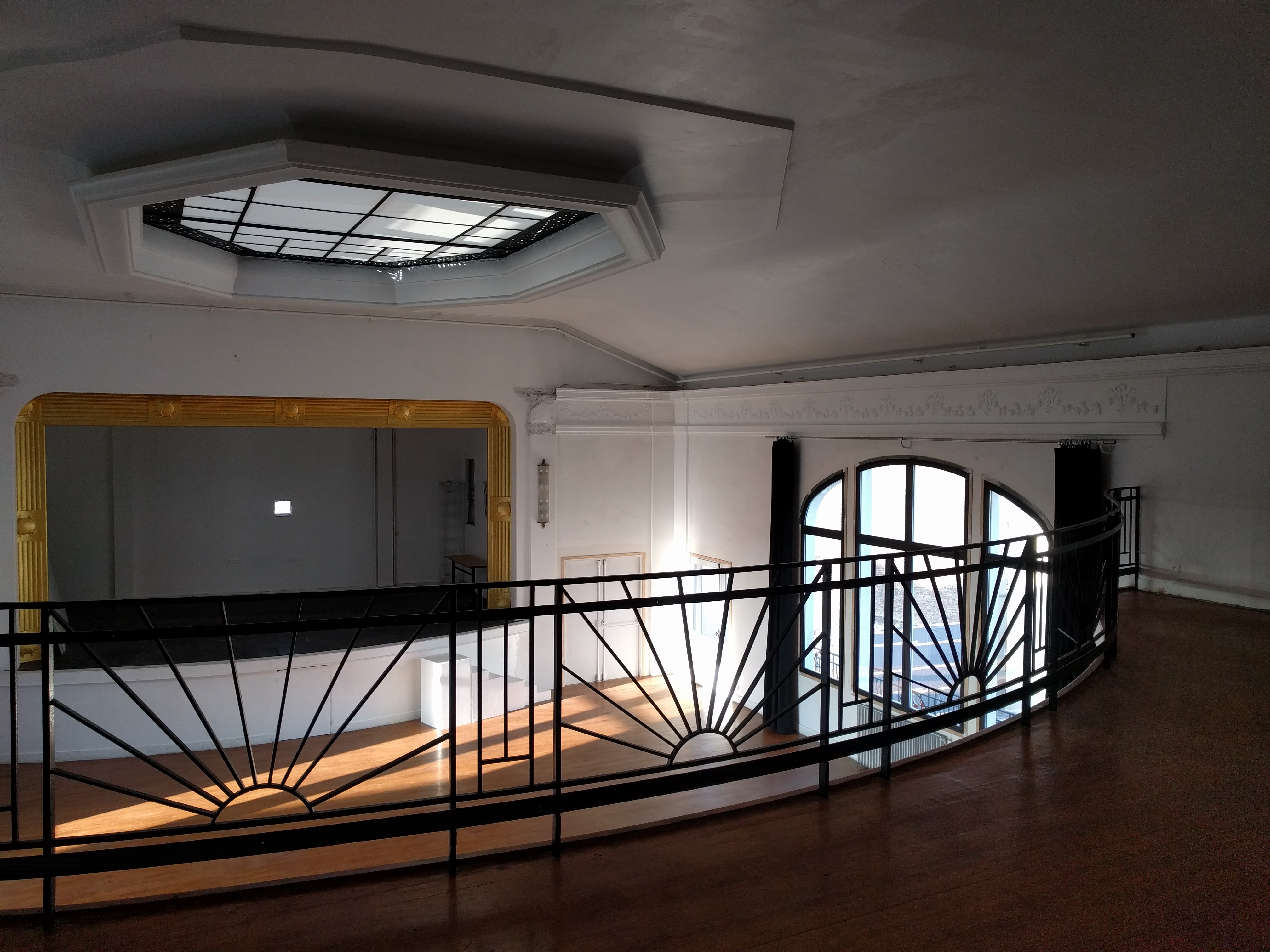
Le Solaris aujourd'hui. Vue de la scène depuis la mezzanine.

Ai Qing, le père d'Ai Weiwei, en parle dans son autobiographie: « Le printemps 1929 je suis parti en France (...) J’ai mené la vie d'un étudiant pauvre à Paris. Ma famille ne voulant pas me financer, je travaillais dans une petite usine des Arts et Métiers, je faisais des croquis de nus dans un «atelier libre » de Montparnasse. J'ai également lu quelques ouvrages de philosophie et de littérature que j'ai traduits en chinois, des romans russes qui portaient un jugement critique sur le réalisme, et des romans et poésies de la révolution soviétique d’Octobre. Parfois, j'allais voir des films censurés dans la « Salle de Lénine» du quartier des ouvriers. »

Le 20 décembre 1934, André Gide y assistait ainsi à la projection de Potemkine et de la Ligne générale. « Gide ! Parmi les ouvriers en costume de travail – beaucoup gardaient la casquette sur la tête -, parmi les vestons étriqués et les tricots à col roulé, Gide... » raconte Pierre Courtade dans la Place rouge

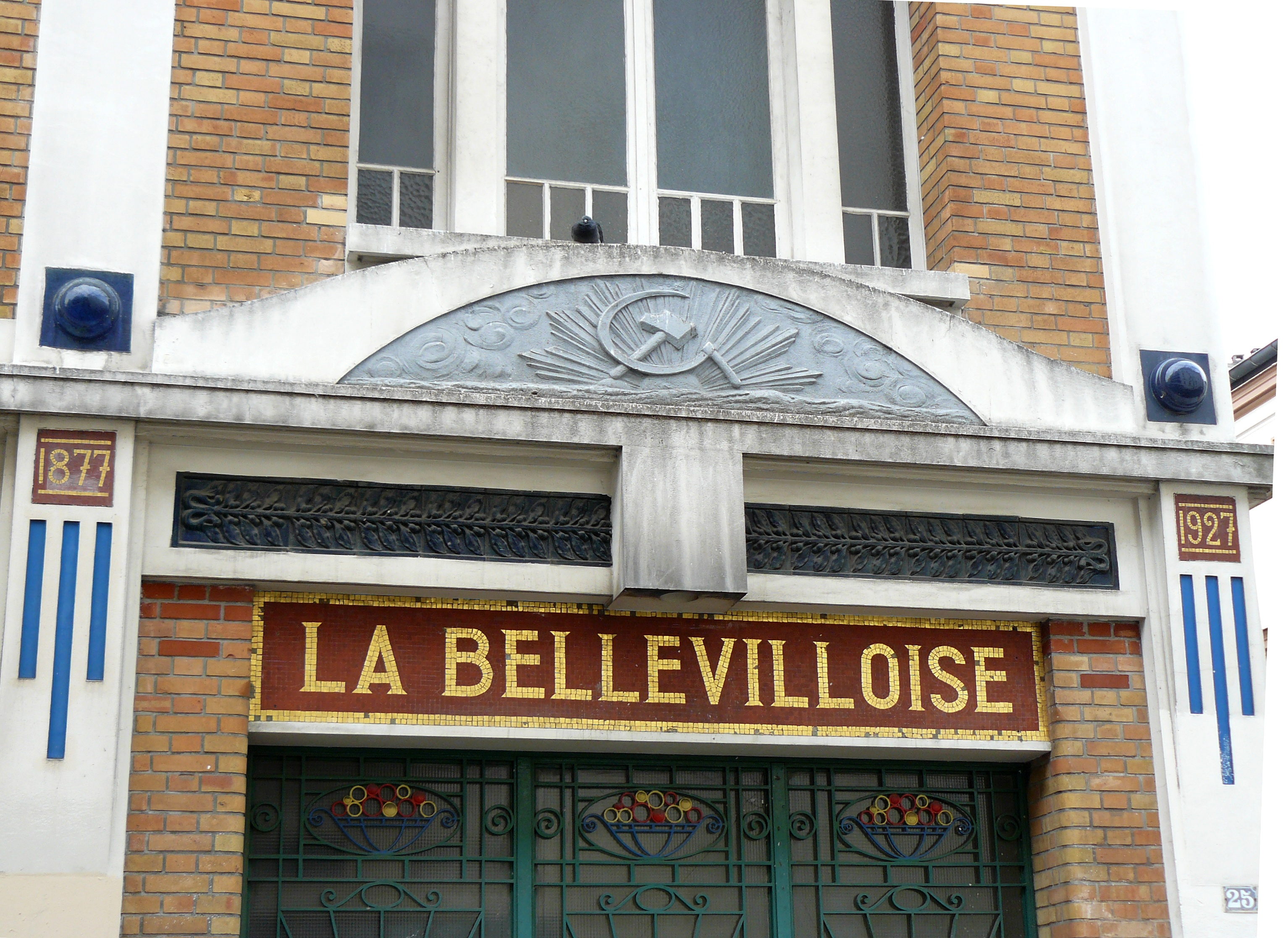
L'entrée actuelle du Solaris au 25 rue Boyer

## De nos jours
Le Solaris fait revivre l'héritage artistique du lieu en accueillant des tournages, des prises de vues et des événements.
Au no 25, le Solaris, en lieu et place de l'ancienne Salle Lénine, est ouvert depuis 2018 pour des tournages et prises de vues ainsi que des événements privés. Après avoir décroché le bail en 2018, Julien Courtois le réhabilite pour faire revivre son héritage artistique. Cyprien Chabert a contribué à ajouter des touches contemporaines à la salle, notamment des gravures sur vitres. Le Solaris se privatise pour des événements B2B, des prises de vues, ou encore des mariages avec une capacité d'accueil de 200 personnes.